# Provinz Quillacollo
Quillacollo ist eine Provinz im südwestlichen Teil des Departamento Cochabamba im südamerikanischen Anden-Staat Bolivien.

## Lage
Die Provinz ist eine von sechzehn Provinzen im Departamento Cochabamba. Sie grenzt im Nordwesten an die Provinz Ayopaya, im Nordosten an die Provinz Chapare, im Osten an die Provinz Cercado, im Südosten an die Provinz Capinota, im Süden an die Provinz Arque und im Westen an die Provinz Tapacarí.
Die Provinz erstreckt sich zwischen etwa 17° 03' und 17° 42' südlicher Breite und 66° 02' und 66° 30' westlicher Länge, ihre Ausdehnung von Westen nach Osten beträgt 30 Kilometer, von Norden nach Süden 75 Kilometer.
Gemeinsam mit Cercado und Sacaba bildet Quillacollo die im Jahr 2014 gegründete Metropolregion Kanata.

## Bevölkerung
Die Einwohnerzahl der Provinz Quillacollo ist in den vergangenen drei Jahrzehnten auf mehr als das Zweieinhalbfache angestiegen:
| Jahr | Einwohner | Quelle       |
| ---- | --------- | ------------ |
| 1992 | 145 197   | Volkszählung |
| 2001 | 246 803   | Volkszählung |
| 2012 | 335 999   | Volkszählung |
| 2024 | 405 039   | Volkszählung |

41,2 Prozent der Bevölkerung sind jünger als 15 Jahre, der Alphabetisierungsgrad in der Provinz beträgt 86,1 Prozent.  (1992)
90,2 Prozent der Bevölkerung sprechen Spanisch, 71,9 Prozent Quechua, und 0,6 Prozent Aymara. (1992)
22,5 Prozent der Bevölkerung haben keinen Zugang zu Elektrizität, 53,0 Prozent leben ohne sanitäre Einrichtungen (1992).
88,0 Prozent der Einwohner sind katholisch, 8,3 Prozent sind evangelisch (1992).

## Gliederung
Die Provinz Quillacollo gliedert sich in fünf Verwaltungsbezirke (bolivianisch: Municipios):
- 03-0901 Municipio Quillacollo – 165.830 Einwohner
- 03-0902 Municipio Sipe Sipe – 55.601 Einwohner
- 03-0903 Municipio Tiquipaya – 61.600 Einwohner
- 03-0904 Municipio Vinto – 55.773 Einwohner
- 03-0905 Municipio Colcapirhua – 66.235Einwohner

## Ortschaften in der Provinz Quillacollo
- Municipio Quillacollo
  - Quillacollo 117.859 Einw. – Pandoja 6611 Einw. – El Paso 5964 Einw. – Cotapachi 774 Einw. – Apote (El Paso) 520 Einw. – Apote (Pasomayu) 499 Einw. – San Miguel 249 Einw. – Sunjani 236 Einw. – Tambo 170 Einw. – Putucuni 36 Einw. – Peñas 13 Einw.

- Municipio Sipe Sipe
  - Sipe Sipe 11.826 Einw. – Parotani 2434 Einw. – Mallco Rancho 1919 Einw. – Coachaca Chico 1782 Einw. – Mallco Chapi 1776 Einw. – Vinto Chico 1711 Einw. – Huañacahua 1598 Einw. – Sauce Rancho 1574 Einw. – Payacollo 1127 Einw. – Suticollo 1015 Einw. – Tajra 996 Einw. – Itapaya 744 Einw. – Valle Hermoso 638 Einw. – Sorata 607 Einw. – Sindicato Pirhuas 587 Einw. – Viloma Cala Cala 574 Einw. – Collpa Centro 548 Einw. – Sindicato Siqui Siquia 538 Einw. – Pirque 484 Einw.

- Municipio Tiquipaya
  - Tiquipaya 49.237 Einw. – Chapisirca 562 Einw. – Montecillo Alto 344 Einw. – Titiri La Cumbre 149 Einw. – Montecillo Verde 78 Einw. – Cuatro Esquinas 34 Einw.

- Municipio Vinto
  - Vinto 40.786 Einw. – Pairumani 1391 Einw. – Combuyo 1199 Einw. – Viloma Grande 1068 Einw. – Potrero 932 Einw. – Coachaca Grande 743 Einw. – Falsuri 652 Einw. – Thiomoko 583 Einw. – Vilomilla 546 Einw.

- Municipio Colcapirhua
  - Colcapirhua 51.896 Einw.